# Dysphania marina
Dysphania marina là một loài bướm đêm trong họ Geometridae.